# Австралійське флористичне царство

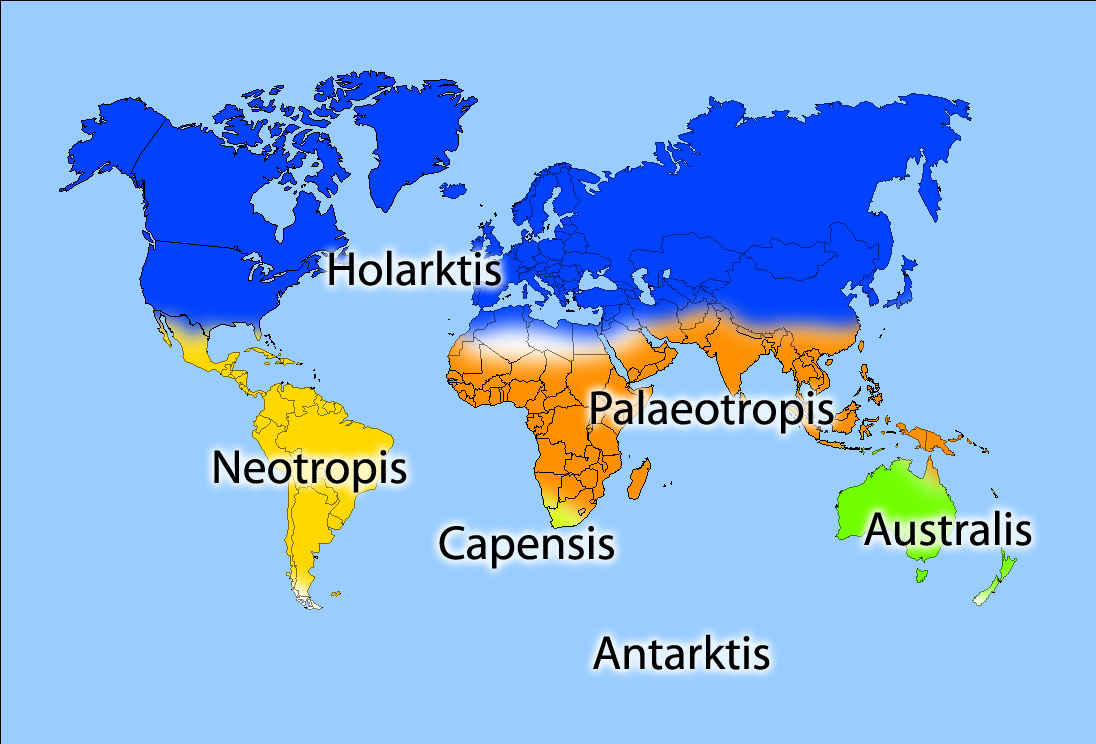
Карта флористичного районування

Австралійське флористичне царство — одиниця флористичного районування в біогеографії. Займає континент Австралію і довколишні острови. До Австралійського царства входять три області:
- Північно-східноавстралійська,
- Південно-західноавстралійська,
- Центральноавстралійська (Еремейська).

## Флора
Флора Австралії характеризується високим ендемізмом. Континент розташовувався на великому віддаленні від інших земель, розвивався відособлено. Тут зустрічається ряд ендемічних родин і близько 570 ендемічних родів. Яскрава особливість флори — поліморфність родів, коли рід налічує безліч видів. Наприклад, тільки рід евкаліпта (родина миртові) налічує 525 видів. Окремі екземпляри досягають 155 м. Евкаліпти вважаються найвищими серед квіткових рослин. У посушливих районах в той же час ростуть евкаліпти чагарникові.
Для Австралійського флористичного царства типові акація і банксія. На відміну від африканської акації вона не має колючок. Рід акації налічує 500 видів. Евкаліпт і банксія належать до орнітофільних форм, тобто запилюються птахами. Обпилювач — папуга лорі.
Найбільшу роль у флорі Австралійського царства відіграють злакові, бобові (понад 1000 видів), орхідні, складноцвіті, мирти, протейні. Ряд родин взагалі відсутні (чайні, розоцвіті, бамбуки). Деякі родини є спільними з Латинською Америкою. Це — араукарієві, подокарпові, протейні, рестіонові та ін.
Австралія пересувається на північ з крейдяного періоду.